# Storkyrkan
La Storkyrkan (in lingua svedese chiesa grande, nota anche come Sankt Nikolai kyrka - Chiesa di San Nicola, oppure Stockholms domkyrka - Cattedrale di Stoccolma) è il principale edificio di culto della capitale svedese, sede della Diocesi di Stoccolma.
Situata sull'isola di Gamla Stan e adiacente al Palazzo Reale, è un esempio di Gotico baltico ampiamente rimaneggiato in stile barocco intorno al 1740 da Johan Eberhard Carlberg.

## Storia

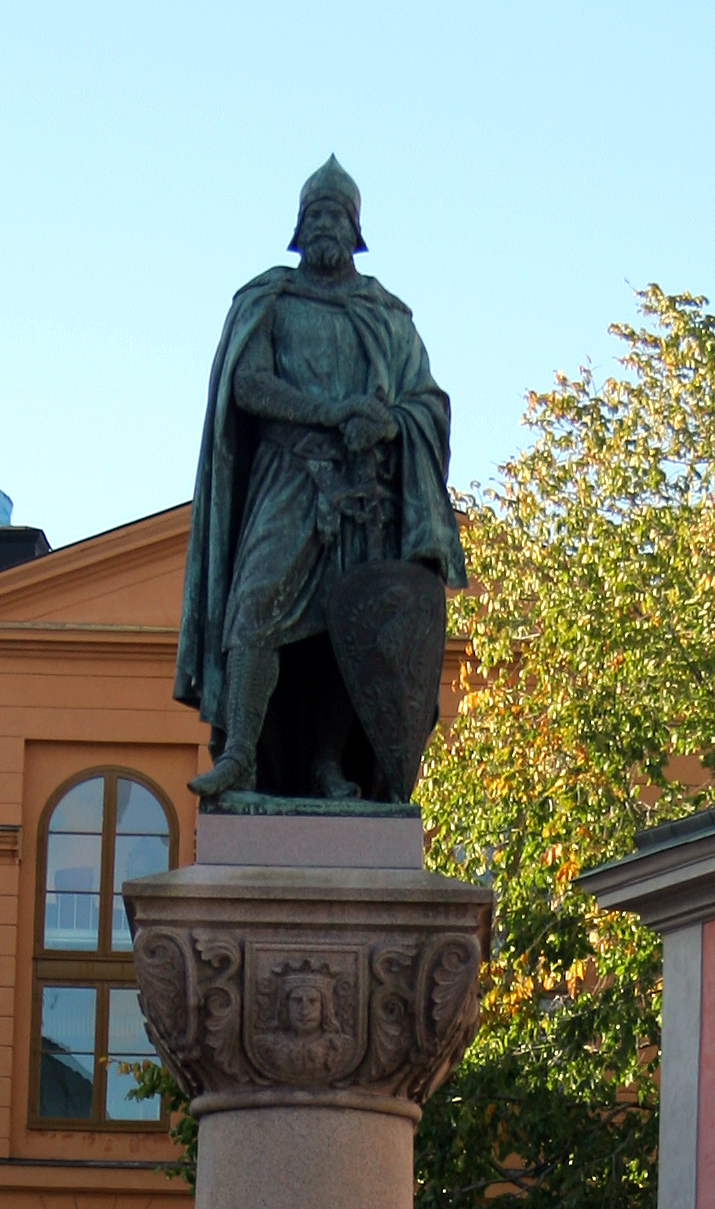
Birger Jarl è tradizionalmente identificato come il fondatore della chiesa.

La Storkyrkan venne menzionata per la prima volta in una fonte scritta nel 1279 e secondo la tradizione venne originariamente costruita da Birger Jarl, fondatore della città di Stoccolma stessa, che qui stazionò proprio nell'anno predetto per ripararsi. L'edificio in questione era all'epoca una chiesa costruita in legno ed era dedicata a San Nicola che è patrono dei marinai. Per quasi quattrocento anni fu l'unica chiesa parrocchiale in città, dal momento che le altre chiese pure presenti vennero realizzate per le necessità spirituali di alcune comunità religiose (ad esempio la Chiesa di Riddarholm). Nel 1306, a causa di un rovinoso incendio, la chiesa lignea venne distrutta completamente (si sono trovate a tal proposito tracce di materiale combusto negli scavi compiuti alla base della torre campanaria) e quindi venne costruita una nuova chiesa, questa volta in mattoni, con tre navate. La struttura venne ampliata ulteriormente nel 1340 con una cappella di forma quadrata, la Vårfrukapellet.
La più grande espansione della chiesa avvenne nei primi anni del XV secolo quando la chiesa raggiunse le cinque navate con un presbiterio di forma poligonale e la presenza di otto cappelle laterali, quattro a nord e quattro a sud. Attorno al 1420 venne costruita la torre campanaria. Nel 1521, durante l'ultimo anno di regno di Cristiano II di Svezia, i pilastri della parte sud-orientale della chiesa vennero rafforzati.
Nel 1527 la cattedrale divenne una chiesa luterana. Sotto la direzione dell'architetto Johan Eberhard Carlberg, nel 1736-1742 vennero portati avanti dei lavori per mutare l'aspetto medievale di stile gotico baltico della chiesa e tramutarlo in uno stile più barocco al fine di armonizzarlo con la nuova facciata in stile del palazzo reale. La chiesa venne nuovamente restaurata nel 1903-1908 sotto la direzione di Ernst Stenhammarsvägenle.
La chiesa parrocchiale occupava originariamente l'intera isola dove sorgeva la città vecchia, e divenne anche la cattedrale di Stoccolma quando venne creata la Diocesi di Stoccolma, derivata dall'Arcidiocesi di Uppsala nel 1942.
Per la sua dimensione e la vicinanza con il castello reale prima ed il palazzo reale poi venne frequentemente utilizzata per i principali eventi della storia svedese come ad esempio incoronazioni, matrimoni e funerali reali. L'ultimo re ad essere stato incoronato in questo luogo fu Oscar II nel 1873. La principessa Victoria, figlia primogenita di Carlo XVI Gustavo di Svezia e della regina Silvia si sposò qui col marito Daniel Westling il 19 giugno 2010.

## L'interno

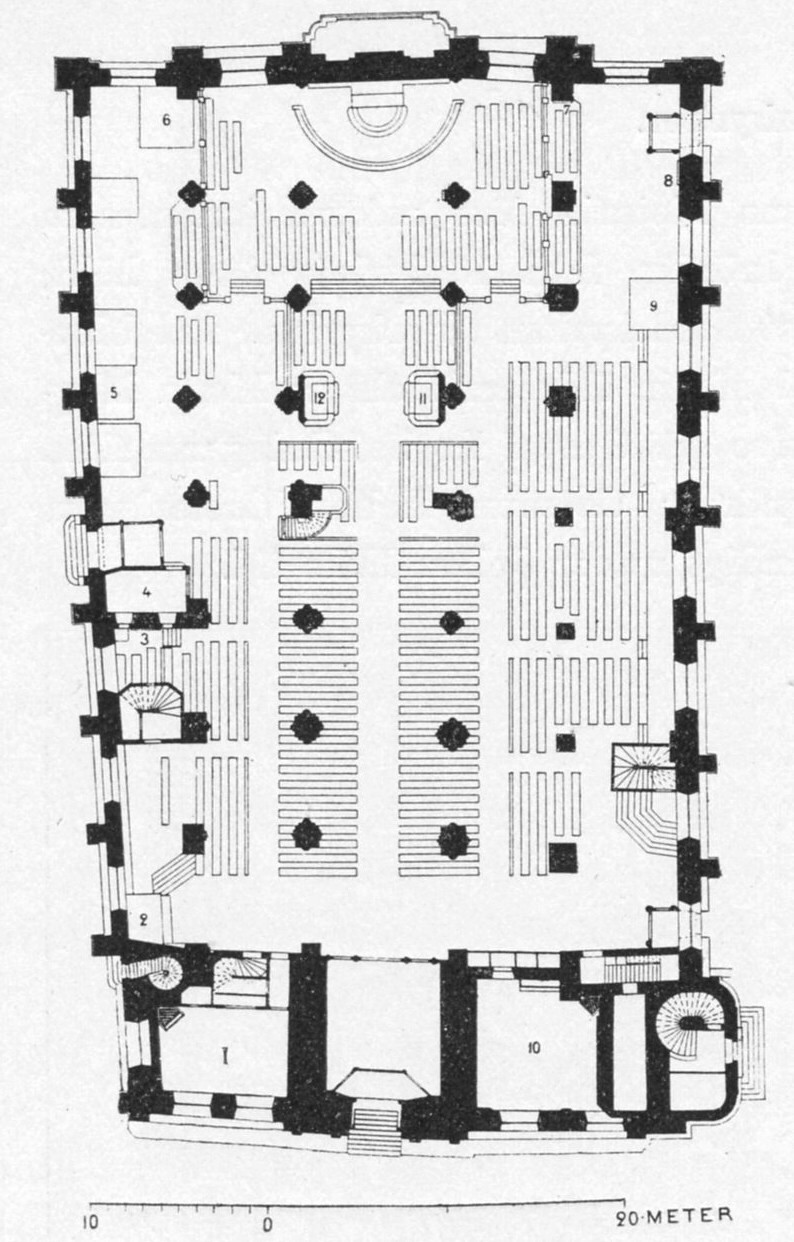
Pianta della cattedrale del 1897.

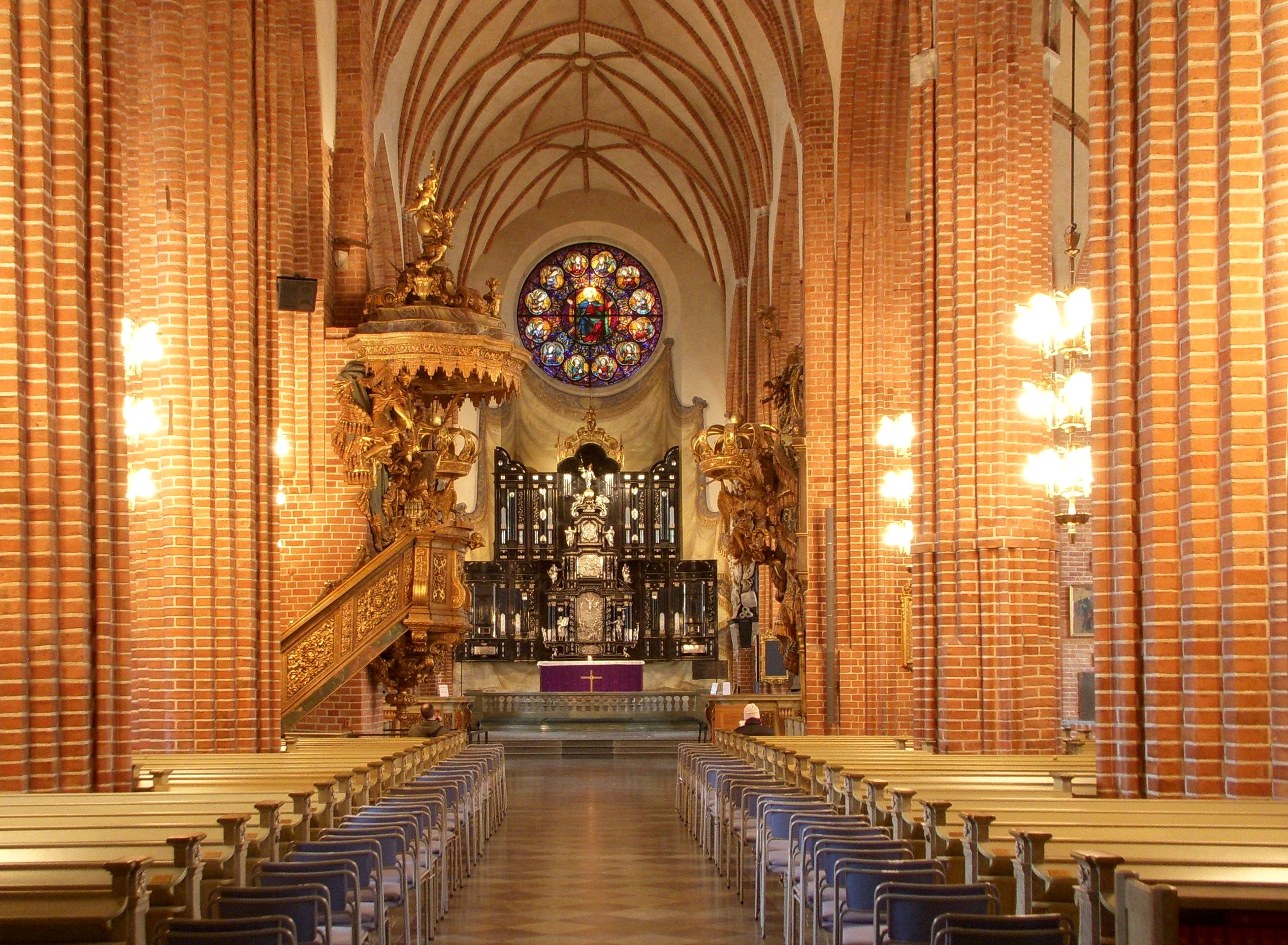
La navata principale della cattedrale.

Il più rilevante dei tesori conservato presso la Storkyrkan è una statua rappresentante San Giorgio e il drago attribuita a Bernt Notke (1489). La statua, commissionata per commemorare la Battaglia di Brunkeberg (1471), funse anche da reliquiario per delle reliquie che si credevano di san Giorgio e di altri sei santi (San Biagio, San Germano, San Leone, San Martino, San Donato e San Ciriaco). Una copia della statua realizzata nel XX secolo si trova all'Österlånggatan poco più a sud della chiesa. San Giorgio era inoltre il simbolo di Sten Sture il Vecchio.
La chiesa conserva inoltre una copia della più antica immagine di Stoccolma, il dipinto denominato Vädersolstavlan, una copia del 1632 dell'originale perduto nel 1535. Il dipinto venne commissionato dal riformatore Olaus Petri. Il dipinto rappresenta inoltre il fenomeno del parelio che nel XVI secolo era interpretato come un segno divino.

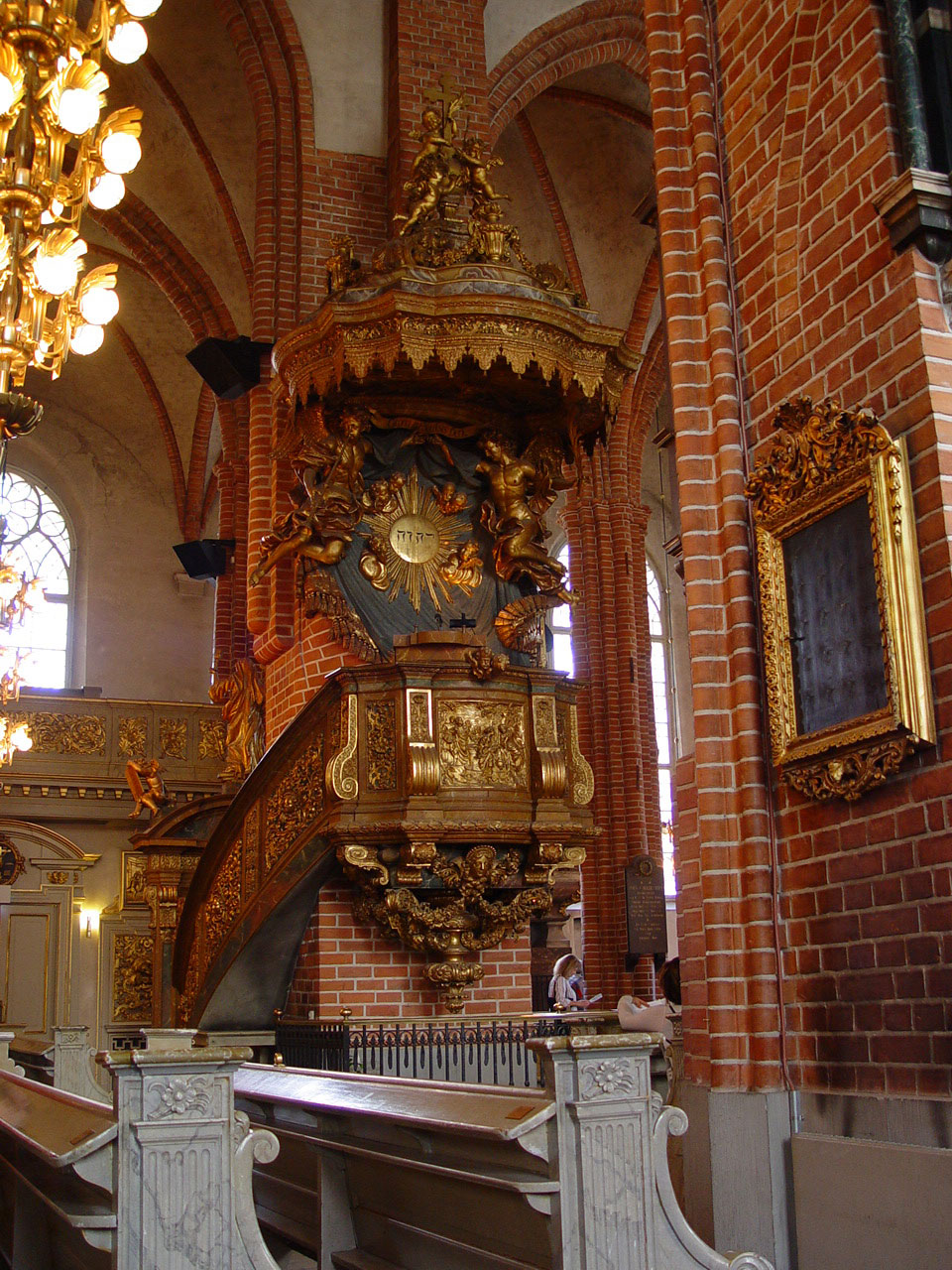
Il pulpito monumentale realizzato da Burchard Precht (c. 1698-1702).

Il pulpito monumentale è opera di Burchard Precht del 1698-1702 ed è in stile barocco francese. Esso funse da modello per la sua bellezza per molti altri pulpiti di chiese in tutta la Svezia. La campana del pulpito è sormontata da due figure di geni che portano un sole raggiante con le lettere ebraiche יהוה. I rilievi sulla parte frontale del pulpito rappresentano la storia della donna canaanita (Matteo 15:21-28). La porta del pulpito è decorata con un bassorilievo rappresentante la testa di Cristo, mentre alla base vi è la rappresentazione della Speranza coronata da dei putti. Il pulpito riporta inoltre lo stemma della famiglia Funck che commissionò e coprì i costi della realizzazione dell'opera monumentale. Presso il pulpito si trova la tomba di Olaus Petri, di cui la chiesa conserva anche una statua nella parte esterna della cattedrale, eretta nel 1882.
La vista della navata centrale è dominata dai seggi reali, uno su ciascun lato. Questi vennero disegnati dal celebre architetto Nicodemus Tessin il Giovane e realizzati dallo scultore Butchard Precht. Ciascuno è composto da uno spalto chiuso con decorazioni su ogni lato. Sopra si trovano due angeli che sostengono la corona reale. I troni reali sottostanti sono anch'essi riccamente decorati in velluto blu.
L'altare maggiore - "L'altare d'argento" - è composto da un trittico in legno con rilievi scolpiti in argento con la scena dell'Ultima Cena nella predella; nella parte centrale si trova la Crocifissione di Cristo affiancata da statue argentee di Mosè e San Giovanni Battista in nicchie con colonne argentee; si trovano poi delle scene relative alla sepoltura di Cristo (tra statue d'argento degli evangelisti Matteo e Marco); la discesa agli inferi di Cristo (tra statue degli evangelisti Giovanni e Luca); mentre alla base si trova una statua argentea con Cristo risorto tra due soldati chinati.
Su ciascun lato dell'altare maggiore si trovano due candelieri di forme umane, uno rappresentante San Nicola (patrono della chiesa) e l'altro è San Pietro, entrambi disegnati da G. Torhamn realizzati in legno di quercia dallo scultore Herbst nel 1937. Il rosone sopra l'altare venne realizzato a Parigi a metà Ottocento, la prima di una serie di preziose vetrate istoriate che vennero poi donate da una serie di contributori privati. Il cancello medievale che separava l'area dell'abside venne rimosso sotto il regno di Gustavo I.

## Galleria d'immagini

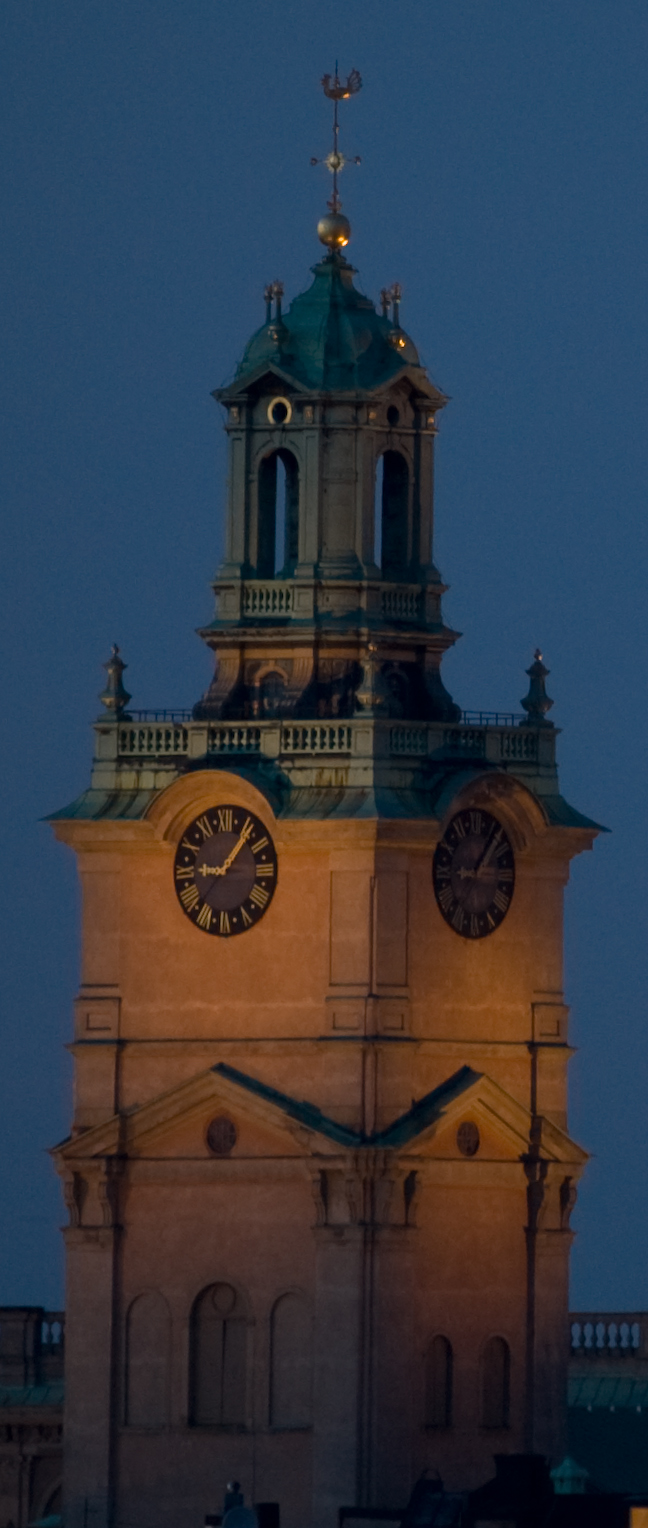
Storkyrkan, veduta della torre.
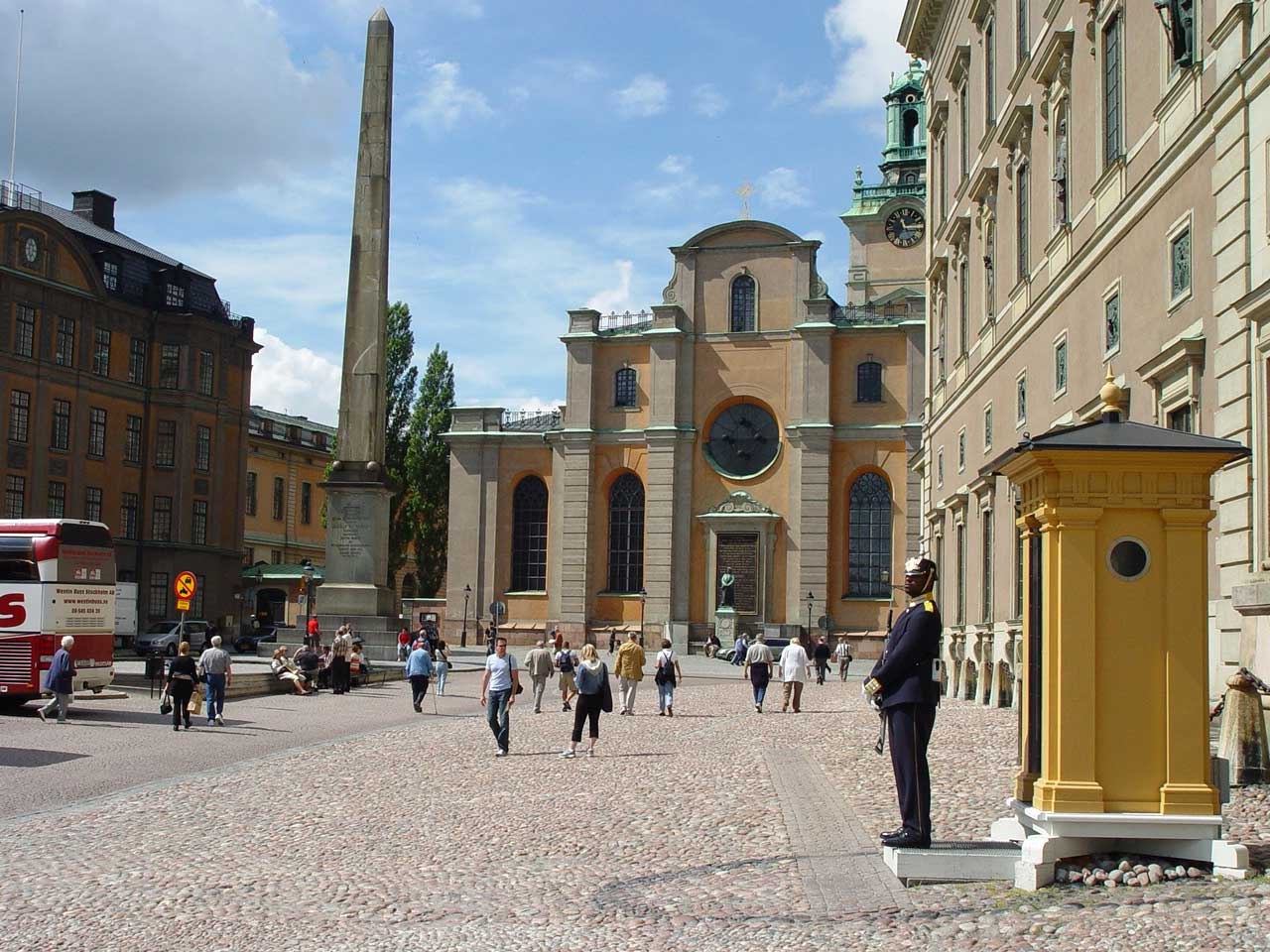
Facciata est del Palazzo Reale di Stoccolma e Slottsbacken.
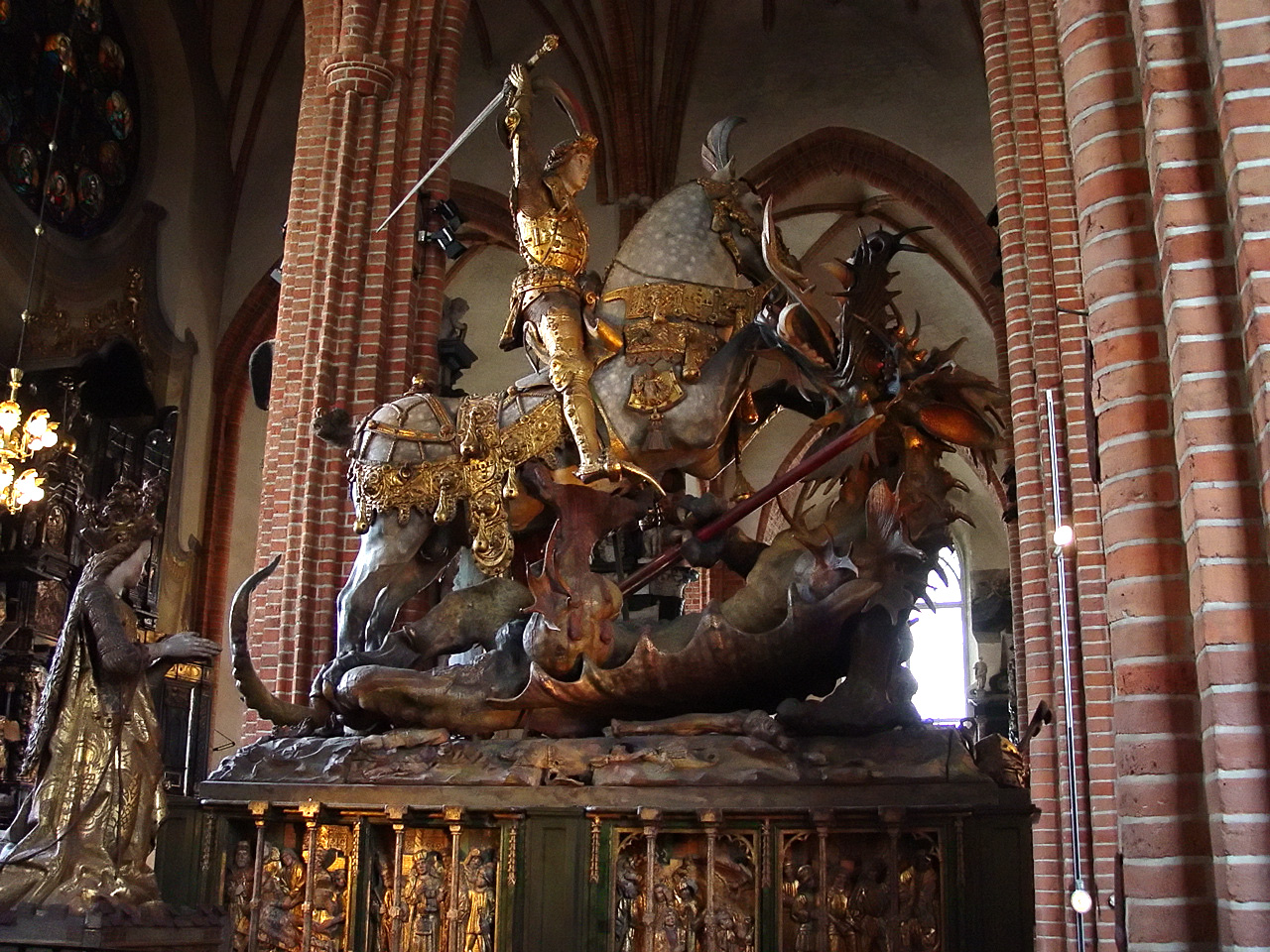
San Giorgio e il drago.
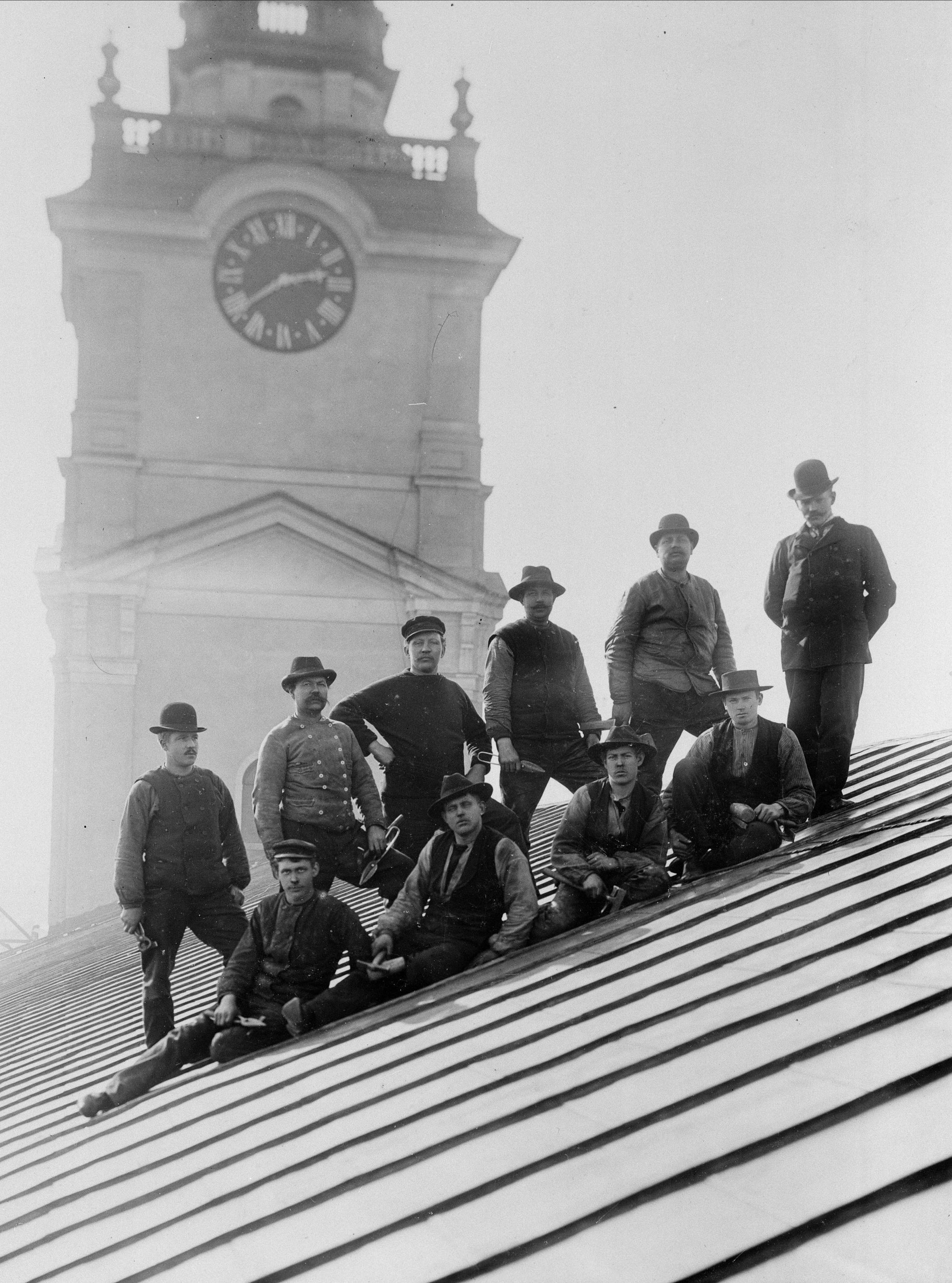
Magnani sul tetto della Storkyrkan, 1903.